# Lyonsia striata
Lyonsia striata är en musselart som först beskrevs av Montagu 1815.  Lyonsia striata ingår i släktet Lyonsia och familjen Lyonsiidae. Inga underarter finns listade i Catalogue of Life.